# El Reno
El Reno ist eine Stadt und Verwaltungssitz des  Canadian County im Zentrum des US-amerikanischen Bundesstaates  Oklahoma. Sie liegt 40 km westlich der Hauptstadt Oklahoma City. Das U.S. Census Bureau hat bei der Volkszählung 2020 eine Einwohnerzahl von 16.989 ermittelt.
Heute besitzt El Reno viele historische Gebäude und ist die einzige Stadt in Oklahoma mit einem historischen Straßenbahnnetz in der Innenstadt.

## Geschichte

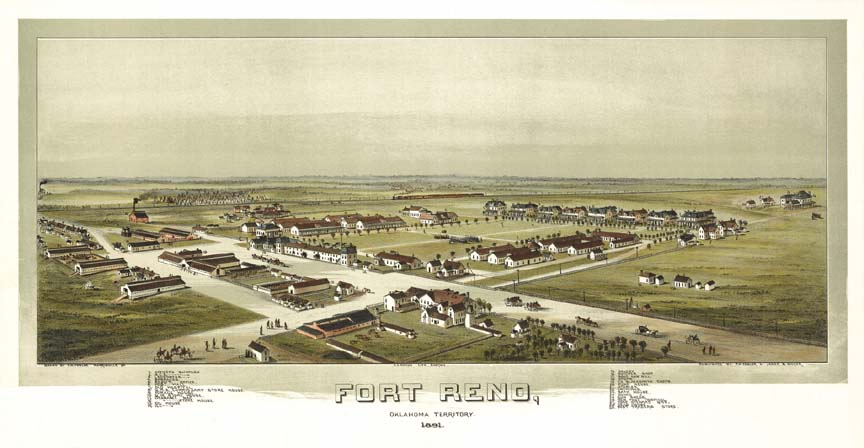
Fort Reno 1891

El Reno wurde von Hobart Johnstone Whitley einem Landentwickler, Banker, Farmer und Eisenbahnmanager gegründet. Die Stadt befand sich früher 8 km weiter nördlich als heute, am Ufer des North Canadian River. Damals wurde sie noch Reno City genannt, was vielmals zu einer Vermischung der Post mit derjenigen von Reno City, Nevada führte. Nach der zweiten totalen Überflutung zog die Stadt an ihren heutigen Standort und wechselte den Namen in „El Reno“.
Im Nordwesten befindet sich das 1875 gegründete Fort Reno, das von 1943 bis 1945 als Lager für über 1000, meist deutsche Kriegsgefangene, die überwiegend dem Afrikakorps entstammten, diente. Das Gelände wird heute vom Landwirtschaftsministerium der Vereinigten Staaten genutzt. Fort Reno wurde im Jahr 1970 in das National Register of Historic Places aufgenommen (NRHP-ID: 70000529).

## Bevölkerung
El Reno hat 16.212 Einwohner, verteilt auf 5727 Haushalte (Stand 2000). In 50 % der Haushalte wohnen Ehepaare gemeinsam. Kinder unter 18 Jahren befinden sich in 31,7 %, Personen über 65 Jahren in 12,7 % der Haushalte.

## Söhne und Töchter der Stadt
- William Trulock Beeks, Bundesrichter (1906–1988)
- Erik Rhodes, Schauspieler (1906–1990)
- Sam Rivers, Jazzmusiker und Komponist (1923–2011)